# Medal Afryki Południowej (1901–1902)
Medal Afryki Południowej (ang. King’s South Africa Medal) – brytyjski medal autoryzowany w roku 1902.

## Zasady nadawania
Przyznawany wszystkim żołnierzom, którzy służyły w Afryce Południowej przed 1 stycznia 1902 lub uzupełnili służbę do minimum 18 miesięcy przed 1 czerwca 1902. Medal nie był nigdy wydawany sam, ale zawsze z medalem Queen’s South Africa Medal.

## Klamry medalu
- South Africa 1901

nadawana za służbę w roku 1901 wymagane minimum 18 miesięcy służby;
- South Africa 1902

nadawana za służbę w roku 1902.

## Opis medalu
Okrągły, srebrny medal o średnicy 1,52 cala.
Awers: popiersie króla Edwarda VII w mundurze marszałka polnego i legenda EDWARDVS VII REX IMPERATOR.
Rewers: Brytania trzymająca flagę Zjednoczonego Królestwa w lewej ręce i wieniec laurowy w prawej. W tle maszerujące wojsko i dwa okręty wojenne. Dookoła słowa SOUTH AFRICA.
Na grzbiecie medalu grawerowano nazwisko nagrodzonego.